# حمله ۲۰۱۸ داغستان
حمله ۲۰۱۸ داغستان روز یکشنبه ۱۸ فوریه در روستای کیزلیار در استان جنوبی داغستان روسیه با حمله و شلیک یک مرد مسلح به مردمی که از یک کلیسا بیرون می‌آمدند رخ داد که باعث کشته شدن ۵ نفر و زخمی شدن دست‌کم ۵ نفر دیگر شد.

## شرح حادثه
روز یکشنبه ۱۸ فوریه ۲۰۱۸ یک مرد مسلح به مردم در حال خروج از یک کلیسا در روستای کیزلیار در جمهوری اکثریت مسلمان استان جنوبی داغستان روسیه شلیک کرد، مردمی که برای جشن کلیسا در روز تعطیلی آمده بودند.

## تلفات
در این حمله ۵ نفر که همگی زن بودند کشته شدند و دست‌کم ۵ نفر که شامل دو عضو خدمات امنیتی محلی و دست‌کم سه غیرنظامی زخمی شدند.

## مظنون
مهاجم یک مرد ۲۲ ساله محلی بود که در منطقه شناسایی شد که توسط سرویس‌های امنیتی که در نزدیکی محل بودند کشته شد. از وی یک تفنگ شکاری، گلوله و یک چاقو کشف شد.